# Spannarp
För kyrkbyn i Spannarps socken, se Himle.
Spannarp är en småort i Ausås socken i Ängelholms kommun i Skåne län. En kilometer västerut ligger Spannarps herrgård.